# Bhutanthera albomarginata
Bhutanthera albomarginata là một loài thực vật có hoa trong họ Lan. Loài này được (King & Pant.) Renz mô tả khoa học đầu tiên năm 2001.